# Zenarchopterus pappenheimi
Zenarchopterus pappenheimi е вид лъчеперка от семейство Zenarchopteridae.

## Разпространение и местообитание
Видът е разпространен във Виетнам, Индонезия, Камбоджа, Малайзия и Тайланд.
Обитава крайбрежията на полусолени водоеми и морета.

## Описание
На дължина достигат до 18 cm.